# Baureihe 403.0
De Baureihe 403.0, 404.0 en 404.1, ook wel Donald Duck genoemd, was een vierdelig elektrisch treinstel voor het langeafstandspersonenvervoer met uitsluitend eerste klas van de Deutsche Bundesbahn (DB).

## Geschiedenis
Na de ontwikkeling en ingebruikname van de hogesnelheidslokomotieven E03 vroeg de Deutsche Bundesbahn de spoorwegindustrie om een ontwerp voor een Elektro Triebwagen (hogesnelheidstreinstel) voor het geplande InterCity net geschikt voor 200 km/h Op 24 mei 1970 werd door de Deutsche Bundesbahn besloten tot aanschaf van drie prototypes en werd een bestelling gedaan bij verschillende Duitse leveranciers. Linke-Hoffmann-Busch bouwde zes stuurstandrijtuigen, baureihe 403.0, MBB bouwde drie salonrijtuigen (baureihe 404.0) en drie restauratierijtuigen (baureihe 404.1). De draaistellen werden gebouwd door MAN en de elektrische uitrusting werd geleverd door AEG, BBC en Siemens. Bij de bouw werd onder andere teruggegrepen op componenten die voor de bijna gelijktijdig gebouwde Baureihe 420 zijn ontwikkeld.

## Constructie en techniek
Het treinstel is opgebouwd uit een aluminium frame. Het treinstel is uitgerust met luchtvering. Er kunnen tot twee eenheden gekoppeld worden. Dit was vanwege het hoge stroomverbruik niet op elk traject toegestaan. Alle assen waren aangedreven en de trein werd uitgerust met een kantelbak zoals bij vele treinen die begin jaren 1970 werden ontwikkeld zoals de Swiss Express en de Advanced Passenger Train. Met de geleverde rijtuigen konden drie treinstellen (ET 403) worden gevormd met de samenstelling: 1 stuurstand + 1 salon + 1 restauratierijtuig + 1 stuurstand.
- Treinstel 1: 403 001 + 404 001 + 404 101 + 403 002
- Treinstel 2: 403 003 + 404 002 + 404 102 + 403 004
- Treinstel 3: 403 005 + 404 003 + 404 103 + 403 006

Dankzij de aangedreven draaistellen en de toegepaste Scharfenbergkoppelingen aan beide uiteinden en tussen de rijtuigen zou een treinstel verlengd kunnen worden, wat echter in dit geval nooit is gebeurd omdat er verder geen losse rijtuigen gebouwd zijn. Het idee met gemotoriseerde draaistellen is later toegepast in de InterCityExpress 3, eveneens genummerd als baureihe 403, en de AGV.
|                                        | Baureihe 403.0                   | Baureihe 404.0 | Baureihe 404.1                 | Baureihe 403.0                   |
| -------------------------------------- | -------------------------------- | -------------- | ------------------------------ | -------------------------------- |
| Type                                   | Avm                              | Apm            | ARpm                           | Avm                              |
| Inrichting                             | Coupees                          | Salon          | Salon en Restaurant            | Coupees                          |
| DB: 183 Zitplaatsen                    | 45 (1×4 + 1×5 + 6×6)             | 51             | 18 (1e Klas) + 24 (Restaurant) | 45 (1×4 + 1×5 + 6×6)             |
| LH na verbouwing 1982: 171 Zitplaatsen | 39 (1×4 + 1×5 + 5×6 + Bagage)    | 51             | 42 (alleen Bar)                | 39 (1×4 + 1×5 + 5×6 + Bagage)    |
| LH na verbouwing 1988: 151 Zitplaatsen | 35 (Galley + 1×5 + 5×6 + Bagage) | 45             | 36 (alleen Bar)                | 35 (Galley + 1×5 + 5×6 + Bagage) |

## InterCity
Het eerste treinstel werd op 2 maart 1973 aan de DB geleverd en de proefritten volgden tussen 28 november 1973 en 8 augustus 1974. Het kantelbaksysteem voldeed niet aan de verwachtingen en werd dan ook uitgeschakeld. De reizigersdienst startte op 29 september 1974 in de InterCitys Riemenschneider, Nordwind,Südwind, Albrecht Dürer and Hermes op het traject Bremen - Hannover - Bebra - Fulda - Nürnberg - Ausburg - München. De topsnelheid kon alleen tussen München en Augsburg worden gehaald omdat andere trajecten nog niet geschikt waren voor 200 km/u. De onmogelijkheid om snel te reageren op fluctueerde passagiersaantallen bleek al snel een obstakel bij de uitvoering van de treindienst. In 1979 werden de InterCitys voorzien van tweede klas rijtuigen en konden de treinstellen met alleen eerste klas niet meer worden ingezet.

## Lufthansa Airport Express
In 1981 zocht Lufthansa naar een goedkoop alternatief voor haar dure binnenlandse vluchten tussen Düsseldorf - Frankfurt. De oplossing werd gezocht in een treindienst en de Deutsche Bundesbahn (DB) wilde hier graag aan meewerken. Voor DB was dit de oplossing voor de niets opbrengende ET 403 die op een zijspoor stonden. Proefritten op de beoogde route de Linke Rheinstrecke, vonden plaats op 13 en 16 februari 1981. De treinstellen werden vervolgens voor Lufthansa verbouwd en kregen de grijs-gele Lufthansa kleurstelling. De keuken werd verwijderd en de rijtuigen werden net als een vliegtuig voorzien van een galley. De stoelen werden vervangen door die van de businessclass van een DC-10. Op 28 maart 1982 startte de ET 403 als Lufthansa Airport Express, in een pendeldienst tussen Düsseldorf en Luchthaven Frankfurt am Main via Bonn Hauptbahnhof. Vanaf 1990 werd ook de route Frankfurt - Stuttgart bediend door de Lufthansa Airport Express.

## Opslag
In 1993 werd er schade door corrosie van het Aluminium frame vastgesteld en de treinen werden uit de dienst genomen en in 2001 verkocht aan Prignitzer Eisenbahn (PEG) en naar Berlin-Spandau gesleept.
In aansluiting kwam de eenheid 403 001/403 002 in Putlitz terecht en de beide andere eenheden in Meyenburg.
Na opheffing van het PEG terrein in Putlitz en de verregaande deplorabele staat door Vandalisme van de in Meyenburg aanwezige eenheden zijn enkele rijtuigen tussentijds naar Neustrelitz overgebracht. De staat van de 403 werd beschreven als "niet meer te repareren" en hoogstens nog rolbaar.
De Museum vereniging van de Prignitzer Eisenbahn wilde een exemplaar weer in de oorspronkelijke staat herstellen, gebruikmakende van de beide andere treinstellen als donor.
Toen dit project echter niet door ging werden in november 2009 de drie eenheden ter verkoop aangeboden, hetgeen een jaar later geschiedde. Minstens Twee garnituren kwamen in handen van een onbekende handelaar, de derde werd (volgens de PEG) aan het Verkeersmuseum in Neurenberg van de DB verkocht. Dit werd echter meteen door het museum tegengesproken.
Aan het einde van 2010 kwamen de drie eenheden in handen van een privépersoon die ze vervolgens schonk aan de Verein Eschenauer Kulturlokschuppen (Seku) e.V.
In februari 2011 werd de eenheid 403 005/403 006 van Meyenburg naar Espenhain overgebracht.
In maart 2011 werd ook de eenheid 403 001/403 002 van Putlitz naar Espenhain overgebracht en daar op het terrein van de Pregnitztalbahn gestald.
In juni 2011 werden de drie eenheden naar de VIS in Halberstadt overgebracht alwaar een keuring en restauratie van twee eenheden zal plaatsvinden.

## Foto's

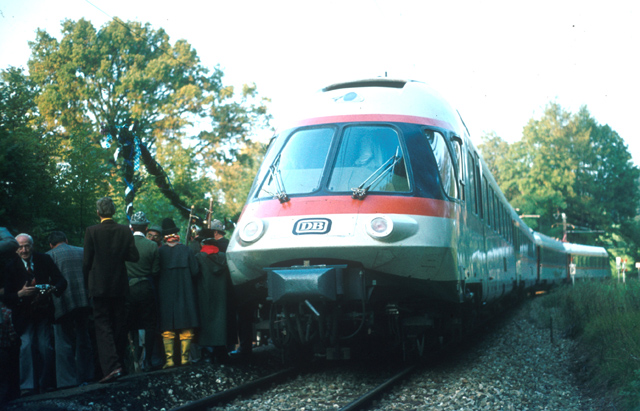
Afleveringstoestand 1973
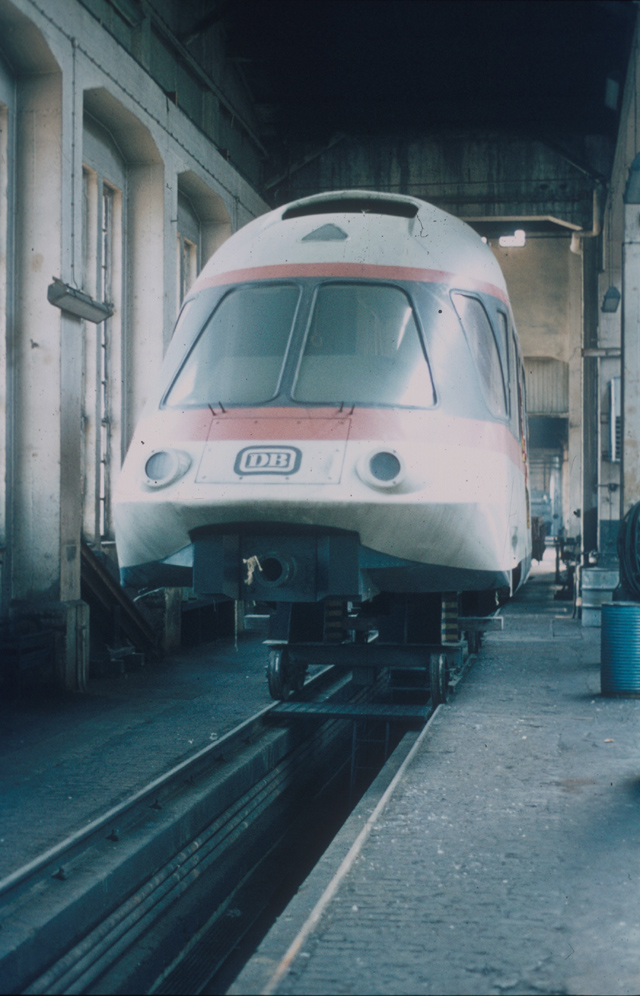
Houten model van ET 403 in werkplaats München Ost
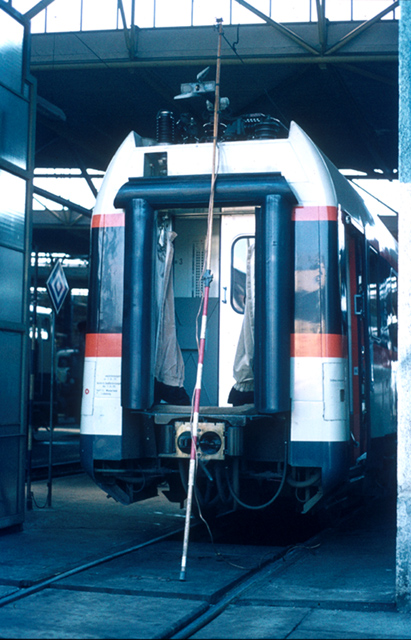
De Scharfenbergkoppeling tussen de rijtuigen
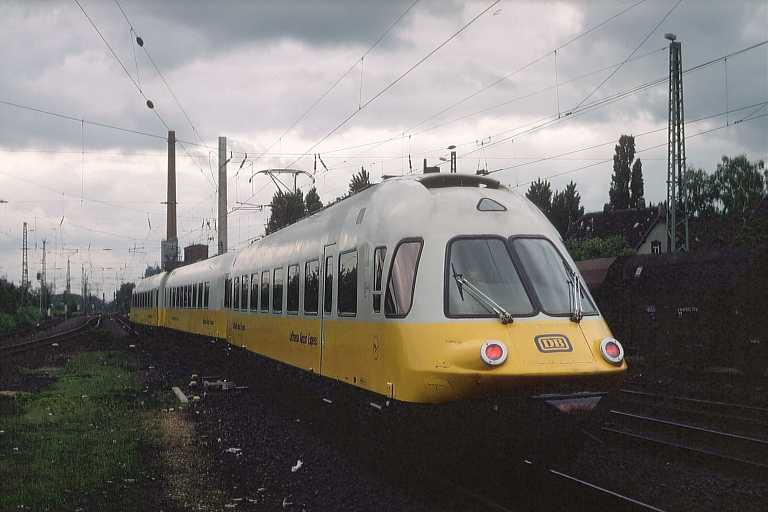
Lufthansa Airport Express
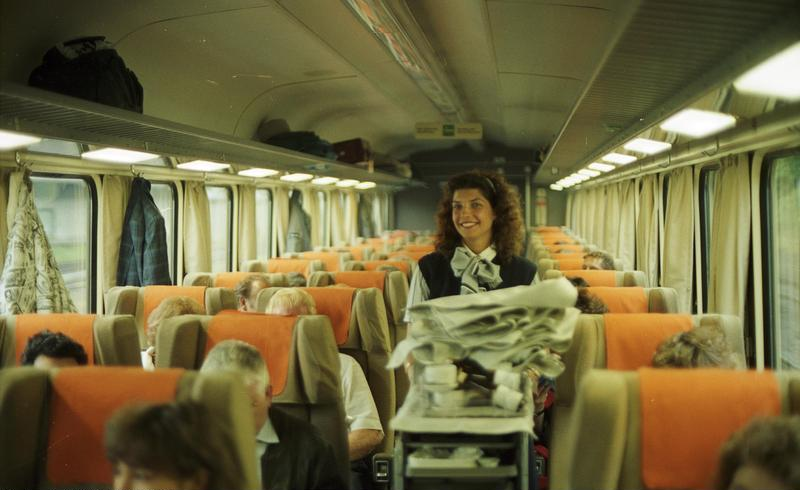
Interieur met DC-10 stoelen
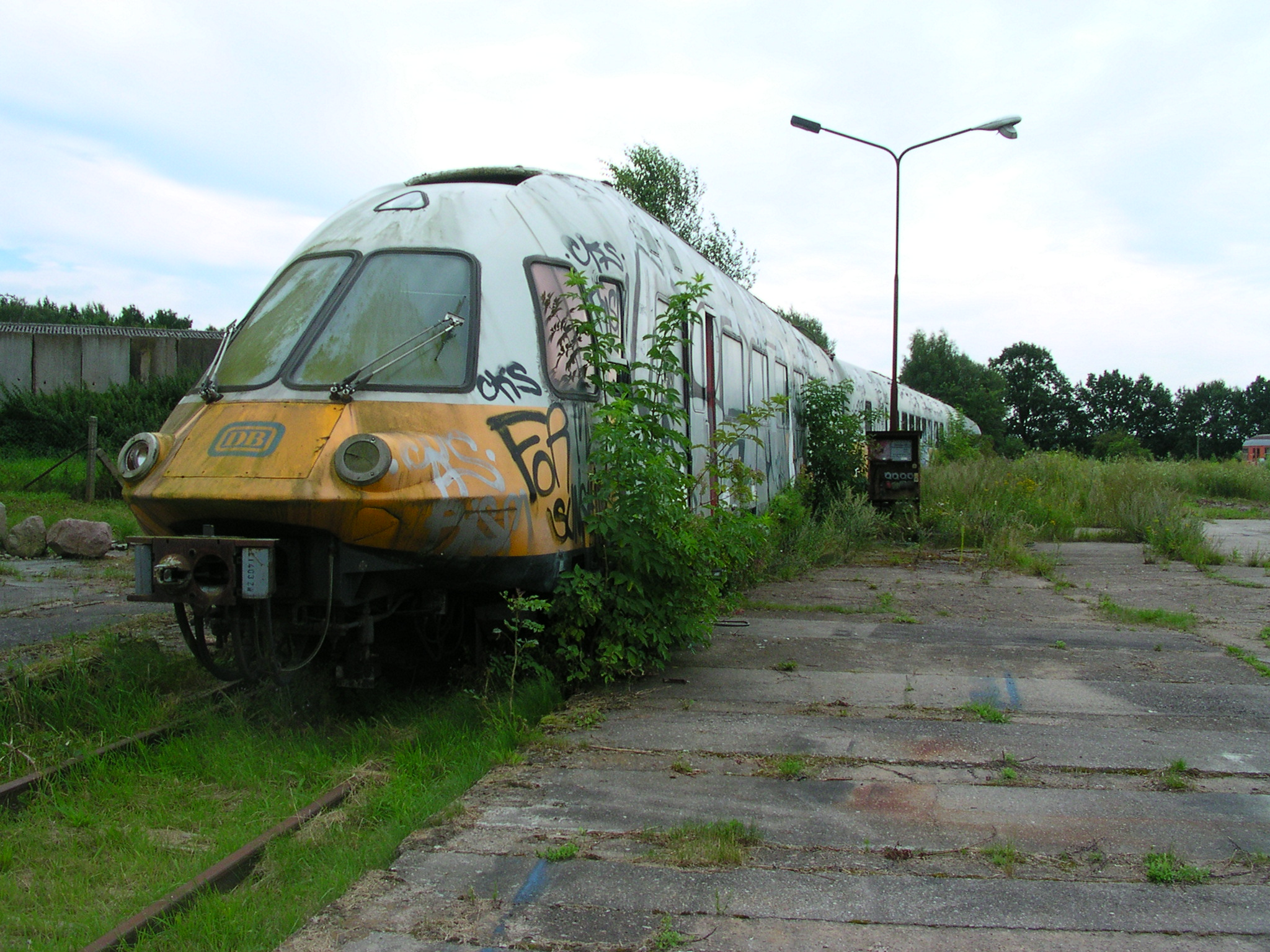
PEG terrein Putlitz